# Música de l'antiga Grècia
La música de l'antiga Grècia un art que es trobava molt present en la societat, tant en celebracions com en funerals, al teatre, a través de la música popular o mitjançant les balades que presentaven els poemes èpics. Representava, per tant, un paper integral en les vides dels habitants de l'antiga Grècia.
En l'actualitat, es conserven fragments significatius sobre la notació musical utilitzada pels grecs i també moltes referències literàries a la música de l'antiga Grècia. A través de les fonts s'ha pogut investigar —o almenys fer-se una certa idea— sobre com sonava la música grega, el seu rol en la societat, les qüestions econòmiques relacionades amb aquest art o la importància social dels músics. La mateixa activitat de tocar instruments musicals és present sovint en els dibuixos trobats a les ceràmiques gregues. De fet, la pròpia paraula música procedeix de la denominació de les muses, les filles de Zeus que, segons la mitologia grega, inspiraven totes les activitats creatives i intel·lectuals.

## So de la música de l'antiga Grècia
En un moment donat, Plató va fer aquesta crítica sobre la música moderna de la seva època:
| «       | La nostra música va estar una vegada dividida en les seves formes correctes (...) No estava permès intercanviar els estils melòdics d'aquestes formes establertes amb altres. El coneixement informava el judici i penalitzava la desobediència. No hi havia xiulets, sorolls no musicals, o palmes per aplaudiments. La regla era escoltar silenciosament i aprendre; nens, professors i la multitud es mantenien amb vista davant l'amenaça del pal. (...) Però després, l'anarquia no musical va ser dirigida per poetes que tenien talent natural però eren ignorants de les lleis de la música (...) Només l'estupidesa podia ser la responsable de pensar que no hi havia bé o mal en la música, que havia de ser jutjada en funció del plaer que donés. Amb les seves obres i les seves teories van infectar a les masses amb la presumpció de creure's jutges vàlids. Pel que fa als nostres teatres, abans silenciosos, ara s'han tornat sorollosos, i l'aristocràcia musical ha portat a una perniciosa teatrocràcia (...) el criteri no és música, sinó la reputació de l'habilitat promíscua i l'esperit de ruptura de les lleis. | » |
| — Plató | |   |

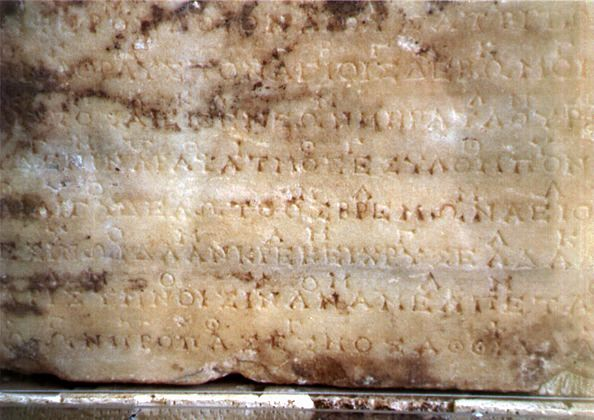
Fotografia de la pedra original de Delfos en què apareix el segon dels dos himnes en honor d'Apol·lo. La notació musical es representa en els símbols que apareixen de forma discontínua sobre de la principal línia ininterrompuda de signes alfabètics grecs.

Podem assumir a partir de les seves referències a les formes establertes ia les lleis de la música que, si més no part de la formalitat del sistema harmònic pitagòric havia calat en la música grega, com a mínim quan aquesta era tocada per músics professionals en públic. En el seu escrit, Plató estaria precisament queixant-se de l'allunyament d'aquests principis cap a l'«esperit de ruptura de les lleis».
Entre els infractors estaria segurament inclòs Aristoxen de Tàrent, que mantenia que les notes de l'escala no s'havien de jutjar per la proporció matemàtica, com mantenien els pitagòrics, sinó pel sentit absolut. En essència, Aristoxen de Tàrent va dir que com que no podies sentir la «música de les esferes» en qualsevol cas, per què no simplement cantar i tocar els sons bons i raonables per a nosaltres? Aquesta filosofia tan simple subjau després del moviment posterior cap al sistema temperat i fins i tot és comparable a la divisió de la música del segle xx entre música tonal i música atonal.

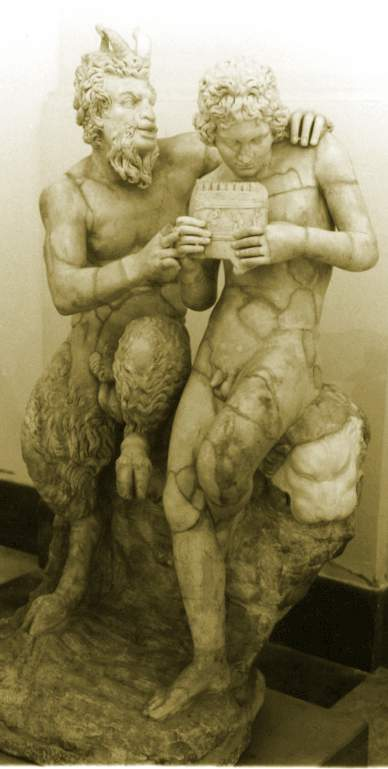
Pan instrueix Dafnis en l'ús de la flauta.

Per això, jugar amb allò que «sonava bé» violava l'ús adequat de l'ethos dels modes. És a dir, els grecs havien desenvolupat un complex sistema que relacionava característiques particulars de caràcter emocional i espiritual amb certs modes. Els noms per als diversos modes derivaven dels noms de les tribus i pobles grecs, dels quals es deia que el seu temperament i les seves emocions estaven caracteritzats pel so únic de cada mode. Per tant, els modes doris eren "durs", els frigis "sensuals", i així en endavant. En altres llocs, Plató comenta sobre l'ús adequat dels diferents modes: el dòric, el frigi, el lidi, etc. És difícil per a un sentit modern relacionar el concepte d'ethos en la música excepte mitjançant la comparació amb la nostra pròpies percepcions. Així, una escala menor s'utilitza per a la malenconia i una escala major per a gairebé tota la resta, des de la música alegre a l'heroica. En realitat, avui en dia seria més comparable amb el sistema d'escales usat a l'Índia i conegut com a raga, que percep diferents escales com a més apropiades per al matí, altres per a la tarda, i així en endavant.

### L'escala
L'escala fonamental dels grecs de l'Antiguitat era la dòria: re, mi, fa, sol, la, si, do, re. No obstant això, mentre que l'escala moderna és essencialment «ascendent», la dòria era «descendent»: pujar, era, a ulls dels grecs, emprar l'inrevés. El lloc dels semitons en les dues escales és el mateix, si es considera cada escala en el seu sentit directe, i no en l'invers. No oblidem que una escala és un moviment melòdic, i que la direcció d'aquest moviment depèn de les atraccions entre les notes, i després per la determinació del lloc dels semitons.
La nostra escala té una tònica que està al primer grau. Però la noció de la tònica no té sentit més que des del punt de vista modern de l'harmonia, concepte que, tal com l'entenem, era ignorat pels grecs. La seva escala no tenia tònica però hi havia una nota que tenia un paper preponderant: era la mediant. En l'escala dòria, la mediant era el la. El seu nom es devia a la seva posició gairebé central, i la seva importància es devia al fet que la majoria de les relacions melòdiques es percebien directament o indirectament en relació amb ella.
La dòria era l'escala fixa en la música grega, però es transformava en una sèrie de diverses escales o modes, segons es desplacés el punt de partida i la mitjana.
Els modes grecs eren: dòric, hipodori, frigi, hipofrigi, lidi, hipolidi, mixolidi, hipomixolidi. (=dòric).

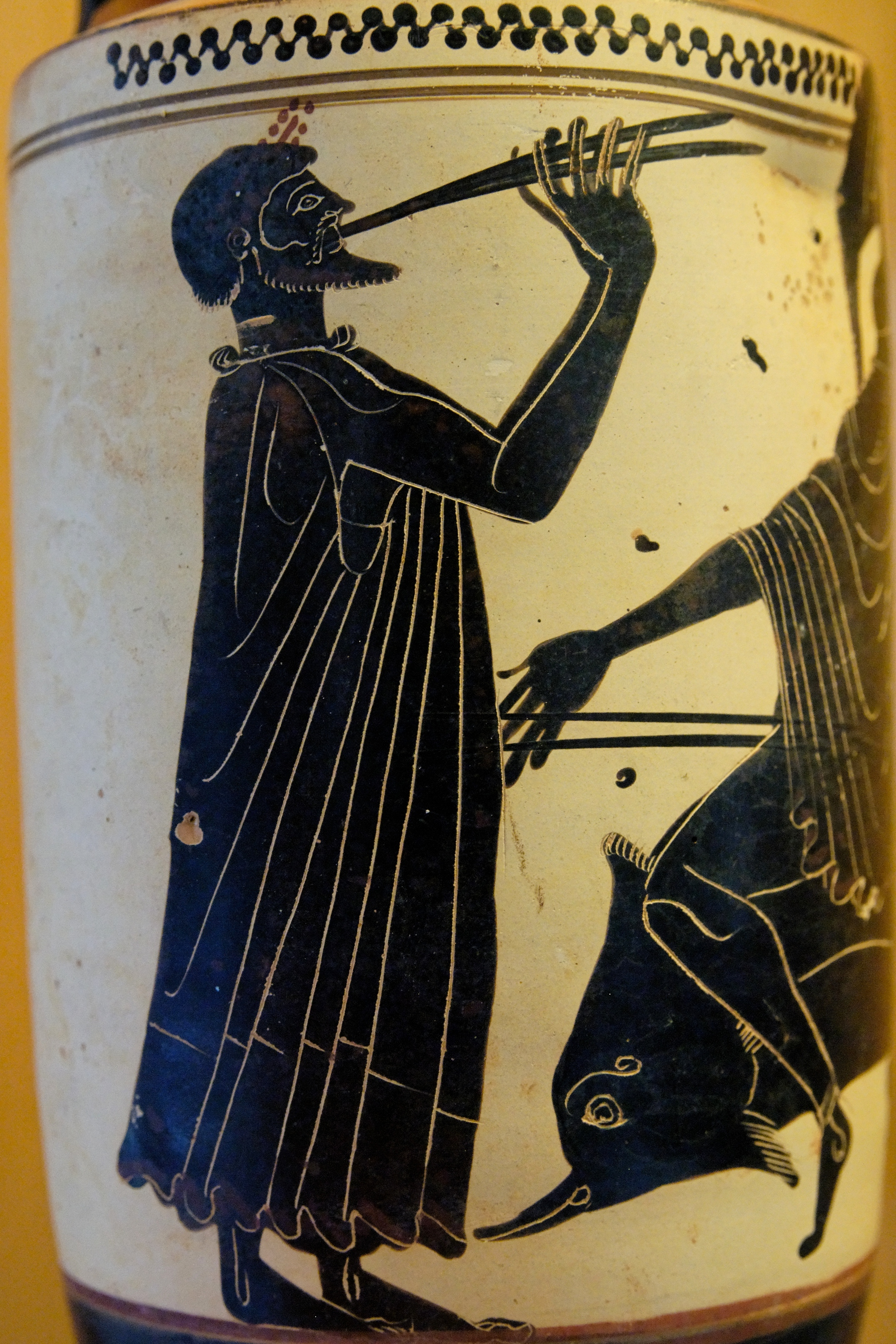
Aulet (instrumentista d'aulos), Lecite àtic de fons blanc, c. 480 aC, Museu arqueològic regional de Palerm.

Igual com transposa la nostra escala major i la nostra escala menor de la nota la, sense dolces tonalitats diferents a través d'alteracions ascendents o descendents, els grecs usaven transposicions anàlogues. Sabien fins i tot modular a la quinta inferior per mitjans purament melòdics. Fins aquí l'exposició del sistema musical grec acord amb la seva forma més antiga, que els grecs anomenaven «gènere diatònic», pel fet que era aquell en què les cordes de la lira arribaven la màxima tensió, i que es caracteritzava per la disposició següent dels intervals al tetracordi inferior de l'escala: la-sol-fa-mi.
Les complicacions, sens dubte d'origen oriental, es van introduir després en la música grega, sota els noms d'escala cromàtica i d'escala enharmònica. La cromàtica es definia per la disposició següent del tetracordi inferior de l'escala: la-fa #-fa (b)-mi.
Quant a l'escala enharmònica, molt diferent de la moderna, va introduir en l'escala el quart de to. A falta de signes més apropiats es representa per un fa seguit d'un bemoll ♭ utilitzat per baixar la nota fa un quart de to al tetracordi inferior de l'escala enharmònica la-fa-fa (b/)-mi.
La música grega era essencialment homòfona, com totes les músiques de l'antiguitat. Els grecs no consideraven musical la producció simultània de dues melodies diferents. A més, no coneixien l'harmonia en el sentit modern de la paraula.
Quan cantaven els cors, sempre era a l'uníson o a l'octava, i l'augment d'un cant a l'octava, tal com es produïa quan s'associaven veus infantils amb veus d'adults, els semblava una complicació audaç. Els instruments que acompanyaven les veus s'acontentaven amb augmentar la seva part, de vegades, però, afegien una «nota cambiata». Però aquests ornaments o barreges de sons no tenien, en cap grau, el caràcter o paper dels nostres contrapunts sobre harmonies modernes.
En definitiva, els sons de les escales varien en funció del lloc on s'ubiquen els tons i els semitons. Mentre que la música occidental moderna distingeix relativament pocs tipus d'escales, els grecs feien servir aquesta ubicació de tons, semitons i fins i tot la quarta part de to per desenvolupar un gran repertori d'escales, cadascuna amb un suposat "ethos". No hi ha però cap evidència que porti a concloure que una seqüència de notes en una escala concreta correspon "de forma natural" a una emoció particular o una característica de la personalitat. No obstant això, la idea grega de l'escala (inclòs el seu nom) va arribar fins a la música romana posterior i fins a l'edat mitjana, podent trobar-se un exemple en el sistema modal eclesiàstic.
A partir de les descripcions que han arribat als nostres dies des dels escrits de Plató, Aristoxen de Tàrent i, més endavant, Boeci, podem dir, encara que amb certes precaucions, que els antics grecs, almenys els anteriors a Plató, escoltaven música principalment monofònica, és a dir, construïda amb melodies simples basades en un sistema de modes o escales, construïdes sota el concepte que les notes havien de ser col·locades entre intervals consonants. Està comunament acceptat en musicologia que l'harmonia, en el sentit d'un sistema desenvolupat de composició en què molts tons contribueixen al mateix temps a l'expectació de resolució de l'audiència, va ser inventada a l'edat mitjana europea, i que les cultures antigues no tenien un sistema desenvolupat d'harmonia. No obstant això, resulta obvi a partir del text de Plató que els músics grecs de vegades feien sonar més d'una nota al mateix temps, encara que això aparentment era considerat una tècnica avançada. El fragment musical conservat d'Orestes d'Eurípides clarament demana que soni més d'una nota al mateix temps. També hi ha un interessant estudi en el camp de la música de l'antiguitat a la Mediterrània (desxifrant escriptures musicals cuneïformes) que defensa l'existència de diversos sons al mateix temps i de la invenció teòrica d'una escala molts segles abans que l'escriptura arribés a Grècia. Tanmateix, tot el que es pot dir a partir de l'evidència existent és que, mentre que els músics grecs sí que van emprar la tècnica de fer sonar diversos tons de forma simultània, la forma més comuna i bàsica de la música grega era monofònica.
Tot això sembla evident si tenim en compte els escrits de Plató:
| «       | La lira s'hauria d'utilitzar juntament amb les veus (...) el músic i el pupil creant nota per nota a l'uníson, amb heterofonia i brodades per la lira (...) | » |
| — Plató | |   |

### El ritme
La teoria del ritme tenia per als grecs una importància capital, i va adquirir un desenvolupament considerable, el anàleg es troba en els tractats de composició moderns.
El pols, que servia de base al sistema, era el valor de durada de la més petita, la «breu» (U), el múltiple era la llarga (-), que equivalia a dos breus. Combinant llargues i breus, s'obtenien diferents ritmes elementals o "peus», que corresponen als temps dels nostres «compassos»: el iambe (U-), l'troqueo (-U), el tribraquio (UUU), el dàctil (-UU), l'anapest (UU-), l'espondeu (--), etc. En reunir diversos peus es formaven els metres, com els nostres compassos es componen de temps. La unió de diversos metres donava lloc a un element de fraseig o Kolon. Generalment el fraseig es componia de dues Kola.
Els frasejos es reagrupen en períodes i els períodes en estrofa s, que es presentaven d'ordinari seguides de la antístrofa, i del'épodo (coda). Les lleis més minucioses i més variades s'aplicaven a la construcció d'aquests grans conjunts rítmics, que apareixien ja sigui en una oda de Píndar o ja sigui en un escena tràgica de Èsquil; molt anàlogues per la seva arquitectura a les sonates i simfonies. Aquestes regles de construcció van ser totalment ignorades a l'edat mitjana. Retrobades gràcies al instint dels grans mestres clàssics, no van ser enunciades de forma molt explícita fins després del descobriment en el segle XX del veritable significat de la doctrina dels antics.

## Partitures

Partitura l'Epitafi de Seikilos

Es conserven una seixantena de fragments musicals grecs, malauradament molt incomplets, transmesos essencialment en papirs d'època grecoromana trobats a Egipte. Han sobreviscut poques peces íntegres, com l'Epitafi de Seikilos (segle II aC), alguns Himnes de Mesomedes - músic habitual del emperador Hadrià - que han arribat als nostres dies gràcies a la seva inclusió en manuscrits medievals, i algunes peces instrumentals anònimes. Queden trenta-set notes de l'«Orestes» d'Eurípides i prop d'unes vint notes de Ifigènia en Áulide, del mateix autor.
Entre les peces fragmentàries, les més importants són els Himnes de Delfos, dos himnes del segle ii aC descoberts en 1893-1894 per Théodore Reinach. Un d'ells és l'anomenat Himne d'Apol·lo, que es creu que és la peça musical notada més antiga conservada a Occident. Estava inscrit a una pedra al santuari de Delfos i sembla que està pensat per ser interpretat amb una cítara. Probablement va ser escrit per lloar el déu Apol·lo als jocs pitis. Al Museu del Louvre s'ha trobat un fragment d'un extracte de la tragèdia Medea, del dramaturg Carcino.

## La música en la societat

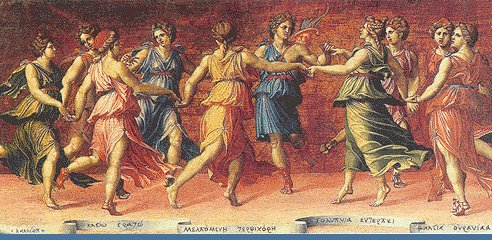
Representació de les muses dansant

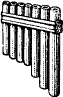
Flauta de Pan o siringa

La funció de la música en la societat de l'antiga Grècia estava de certa manera vinculada a la seva mitologia: Amfíon va aprendre la música de Hermes, i després va construir Tebes utilitzant una lira d'or amb la qual podia posar les pedres al seu lloc només amb el so que emetia. Orfeu, el mestre de música, tocava la seva lira per tal mestria que podia fer dormir a les bèsties, i el mite de la creació del orfisme mostrava la gènesi a través d'una narració en què Rea tocava un tambor, cridant l'atenció dels homes sobre els oracles de la deessa.
També trobem a Hermes mostrant a Apol·lo la seva lira acabada d'inventar amb la closca d'una tortuga,
o les pròpies victòries musicals de Apol·lo en Màrsies i Pan.
Hi ha moltes referències que indiquen que la música era una part integral de la percepció grega de com la seva raça havia estat creada i de com les seves destinacions continuaven controlats i observats pels déus. Per aquest motiu, no és cap sorpresa que la música estigués omnipresent en els Jocs pitis, els Olímpics, les cerimònies religioses, activitats lúdiques, i fins i tot en els començaments dels drames a través del ditirambe, lírica coral dedicada al déu Dionís.
En algunes festes solemnes tenien lloc grans concursos musicals entre els més famosos virtuosos. S'ha conservat l'escrit d'una representació anomenada p ȳ thikon , una mena de «música programàtica» que descriu la lluita de Apol·lo contra la serp Pitó: 1 ° introducció; 2n provocació; 3 ° iàmbic (combat, xaranga, imitació dels grinyols de les dents del drac); 4 ° oració (o celebració de la victòria); 5 ° ovació (cant de triomf).
Els instrumentistes més famosos de l'antiguitat van brillar en l'execució del seu «p ȳ thicon».
Encara que la interpretació de sols d'instruments va adquirir cada vegada més importància a Grècia, primitivament la música grega era sobretot vocal.
Les obres líriques de tots els antics poetes eren compostes per ser cantades. La tragèdia grega era un drama en gran part musical: en elles cantaven els cors, sobretot en els seus orígens, com per exemple en les obres de Èsquil. A Atenes, les representacions de tragèdies eren cerimònies oficials i festes populars en les que tota la ciutat prenia part. Així s'explica que l'art musical estigués associat a la poesia, a la dansa i a la mímica a l'antiga Grècia.
La dansa en el teatre antic no s'assembla als ballet s moderns. Era una dansa sense virtuosisme, sense «sols», sense parelles (els cors de balls només estaven formats per homes), sense rapidesa: era una dansa on el moviment de les mans i les actituds del cos jugaven un paper més gran que els passos de ball.
Pot ser que els veritables sons de la música que s'escoltava en els rituals, jocs, drames, etc. patís algun tipus de canvi després de la dramàtica caiguda d'Atenes a 404 aC, a la Guerra de Decelia, la fase final de la Guerra del Peloponès. En aquest moment es produeix una certa "revolució" en la cultura grega, i és d'aquesta època de quan data el lament de Plató sobre els canvis esdevinguts en la música. Tot i que es seguia valorant la virtuositat instrumental, la queixa de Plató incloïa l'atenció excessiva a la música instrumental fins al punt que interferia amb la veu humana que l'acompanyava, apartant-se per tant del ethos tradicional de la música.

## Instruments musicals de l'antiga Grècia
Tots els instruments utilitzats per a crear qualsevol tipus de música poden ser dividits en tres categories basades en la manera en què es produeix el so: corda, vent i percussió (excloent els instruments electrònics utilitzats en l'actualitat). Sota aquest sistema, els instruments de cada un d'aquests tipus es poden dividir en subtipus en funció de la forma en què s'extreu el so. A continuació s'enumeren alguns dels instruments utilitzats per a crear música en l'antiga Grècia:

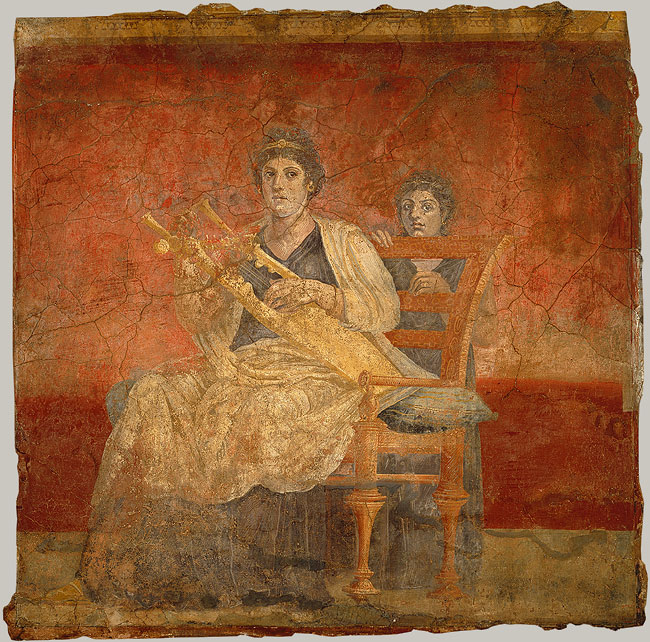
Representació tardana romana d'una dona tocant la cítara.

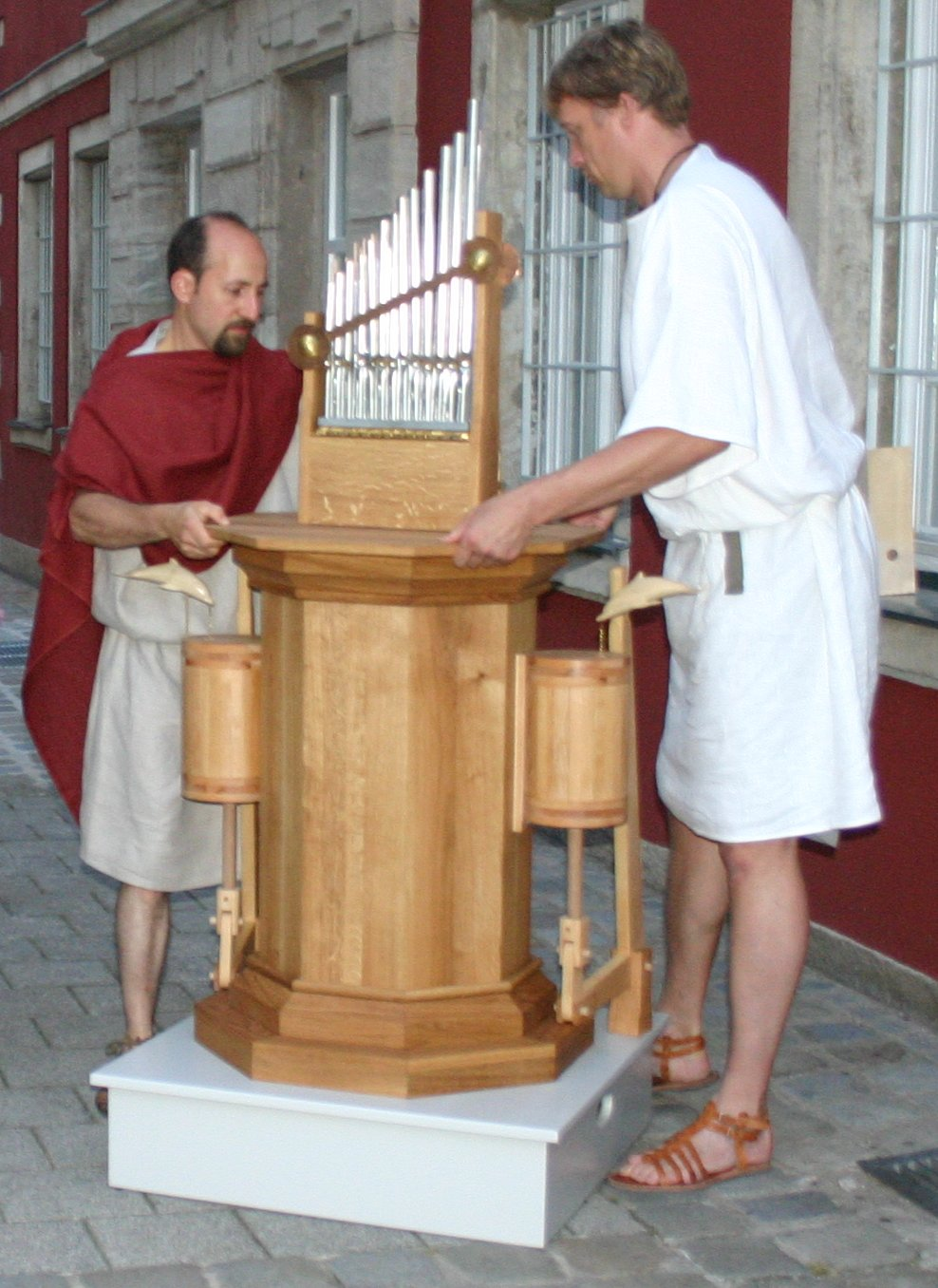
Recreació d'un hydraulis.

- La lira: Instrument de corda polsada, amb forma d'àbac, que originalment es construïa utilitzant com a caixa closques de tortuga, i on hi havia unes set o més cordes afinades perquè fessin sonar les notes de cada un dels modes. La lira es feia servir per acompanyar altres instruments, o bé per si mateixa per recitar cançons.
- La cítara: Instrument semblant però una mica més complicat que la lira. Tenia un marc en forma de caixa en què les cordes es estiraven des de la creueta superior fins a la caixa de ressonància ubicada a la part baixa. Es mantenia vertical i es tocava amb un plectre. Les cordes es podien afinar ajustant falques de fusta.
- L'aulos, instrument semblant a un oboè doble en què tots dos instruments de vent es tocaven al mateix temps. Les reconstruccions modernes indiquen que produïen un so semblant al d'un clarinet. Hi ha, però, certa confusió sobre la naturalesa exacta de l'instrument, ja que segons la descripció podria ser de llengüeta simple o doble.
- La flauta de Pan, també coneguda com a siringa (en grec συριγξ), era un instrument musical antic que es basava en el principi de la ressonància acústica en un tub taponat. Consistia en una sèrie de tubs de longitud variable que es polia tallant els tubs a la longitud desitjada. El so es produeix bufant a través de l'única obertura del tub.
- L'hydraulis, instrument de vent que es manejava des d'un teclat (instrument de teclat), precursor de l'actual orgue de tubs. Tal com indica el seu nom, l'instrument feia servir l'aigua per mantenir un flux constant d'aire a través dels seus tubs. Han perviscut dues descripcions detallades de l'instrument: la de Marc Vitruvi[14] i la d'Heró d'Alexandria.[15]

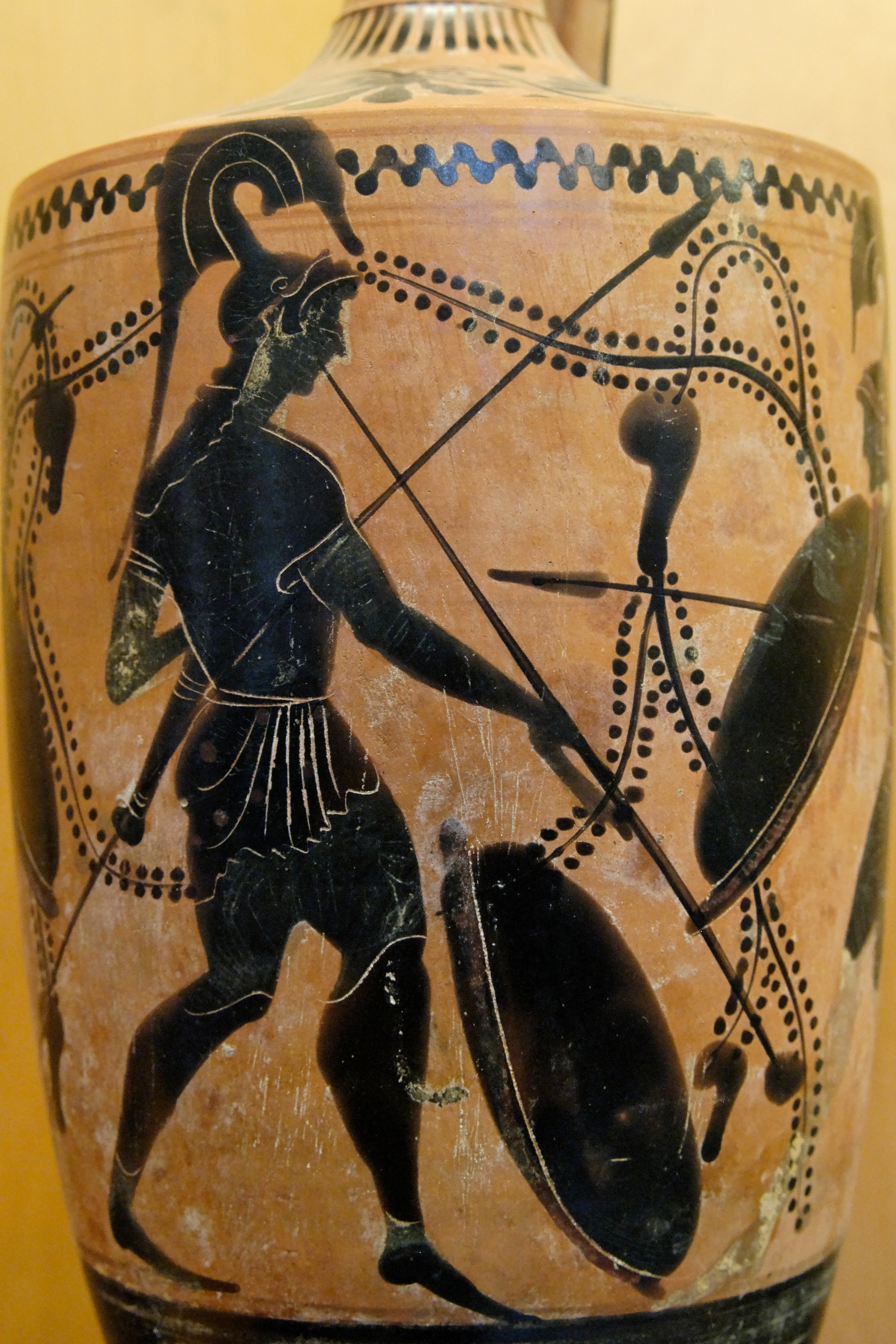
Hoplita fent sonar un salpinx.

Aquestes descripcions se centren principalment en el mecanisme del teclat i en la forma en què l'instrument rebia el necessari flux d'aire. D'altra banda, en 1885 va ser descobert el Cartago un model en ceràmica ben preservat. L'aigua i l'aire entren en l'instrument i arriben junts a la cambra eòlica. A continuació, l'aire comprimit entra en un compartiment situat a la part superior de la cambra eòlica, i des d'aquí, es distribueix cap als tubs de l'orgue. L'aigua, després d'haver estat separada de l'aire, deixa la cambra eòlica per a deixar espai a l'aigua que va entrant. A continuació, l'aigua impulsa una roda, que al seu torn mou un cilindre musical. Per fer funcionar l'orgue, la clau que permet el pas de l'aigua a l'interior de l'instrument ha d'estar oberta (el que fa que l'aigua flueixi contínuament).
- La corneta o trompeta apareix en diverses ocasions a la Eneida de Virgili.[16][17] Hi ha testimonis gràfics de l'ús per part dels grecs d'una mena de trompetes de metall anomenades salpiges (salpinx, en singular). Diverses fonts esmenten aquest instrument de metall amb una embocadura[18] d'os i apareixen en diverses pintures.[19][20][21][22]

Tots aquests instruments van arribar també d'una o altra forma a la música de l'antiga Roma.

## Exemples
Una mostra de l'antiga música grega es pot escoltar, amb les reserves pertinents, als videos següents:
- Ancient Greek Music - Paean and Processional
- Second Delphic Hymn to Apollo.
- Ancient Greek Music: Sappho's Wedding Hymn (Epithalamion)
- The Orphic Hymn to Dionysos (Χαίρε Νύμφη) .:. by Daemonia Nymphe

## Notes

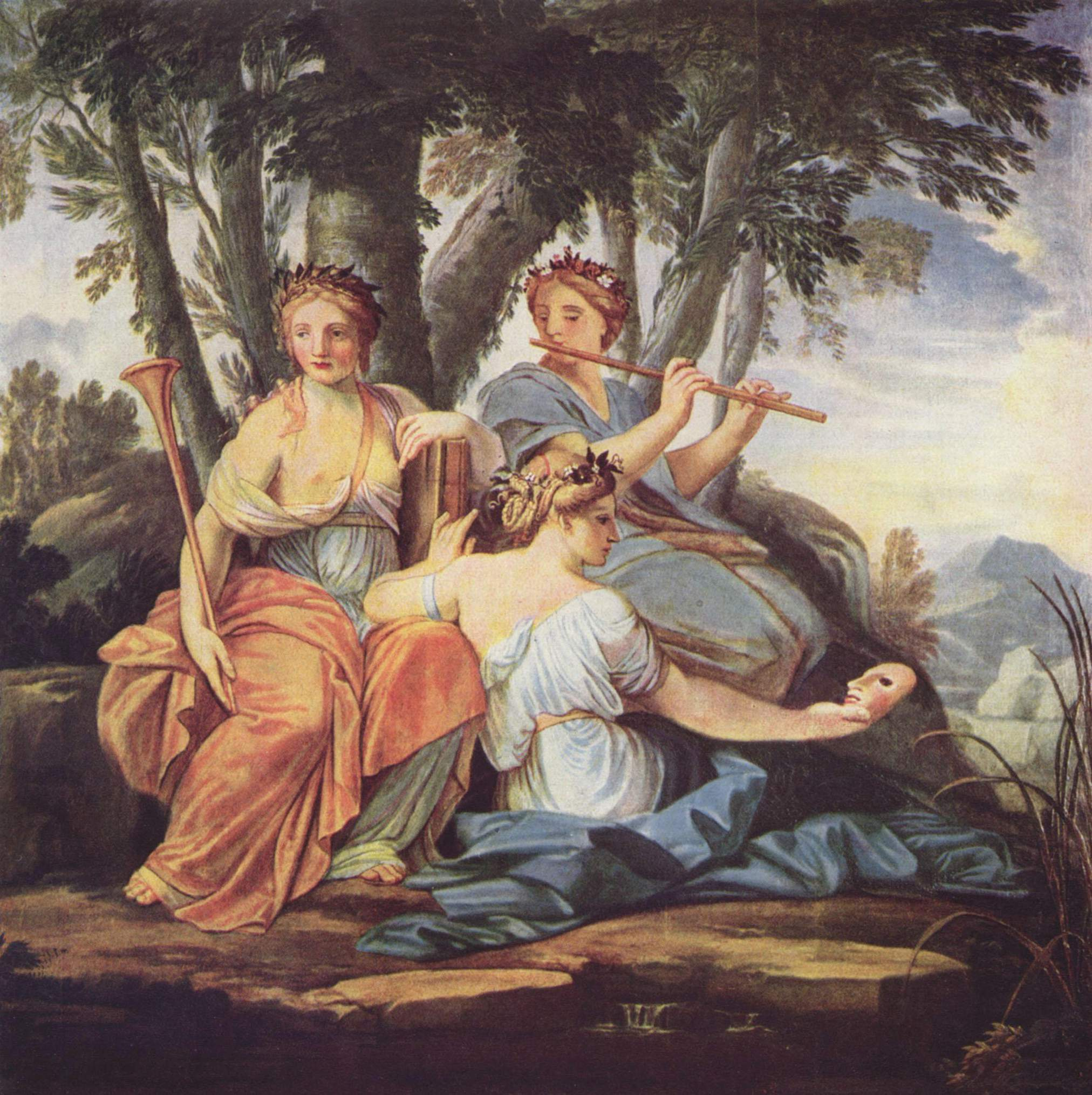
Representació del de les muses gregues Clio, Euterpe i Talia tocant la flauta transversa, presumiblement la photinx grega.

## Discografia
- CD De la Pierre au són: musiques de l'Antiquité grecque (Ancient Greek Music), Ensemble Kérylos, dir. Annie Belis (K617-069). Reconstrucció de la música antiga segons del desxiframent de papirs, inscripcions i còdexs medievals, interpretada amb instruments construïts segons els models antics. Es poden escoltar extractes del disc a la pàgina web ensemble Kérylos.
- CD Musique de la Grèce antique: Panorama complet d'alguns fragments dispersos de la música grega del segle V al I aC (Mesomedes, Aristòfanes, Eurípides, etc.), Interpretada amb reconstruccions d'instruments antics pel Atrium Musicae de Madrid, sota la Direcció de Gregorio Paniagua i editat per harmoniamundi.com Harmonia Mundi.